# Live in Cleveland
Live in Cleveland è un album live di Meat Loaf. La maggior parte delle canzoni sono tratte da Bat Out of Hell, e include anche due cover. Il titolo dell'album contiene un'informazione sviante, dato che in realtà le canzoni vennero registrati all'Hammersmith Odeon a Londra, e non a Cleveland.

## Tracce
I brani sono stati scritti da Jim Steinman, tranne dove è annotato.
1. "Boléro"
2. "Bat Out of Hell"
3. "You Took the Words Right out of My Mouth (Hot Summer Night)"
4. "All Revved Up with No Place to Go"
5. "Paradise by the Dashboard Light"
6. "Johnny B. Goode" (Chuck Berry)
7. "River Deep - Mountain High" (Elly Greenwich/Jeff Barry/Phil Spector)
8. "Two Out of Three Ain't Bad"
9. "All Revved Up with No Place to Go (Reprise)"

## Formazione
- Meat Loaf: voce
- Bob Kulick: chitarra
- Bruce Kulick: chitarra
- Steve Buslowe: basso
- Jim Steinman: pianoforte, voce nei cori
- Paul Glanz: tastiere
- Joe Stefko: batteria
- Karla DeVito: voce femminile e vice nei cori
- Rory Dodd: voce nei cori